# Le Petit Ramoneur
The Little Sweep

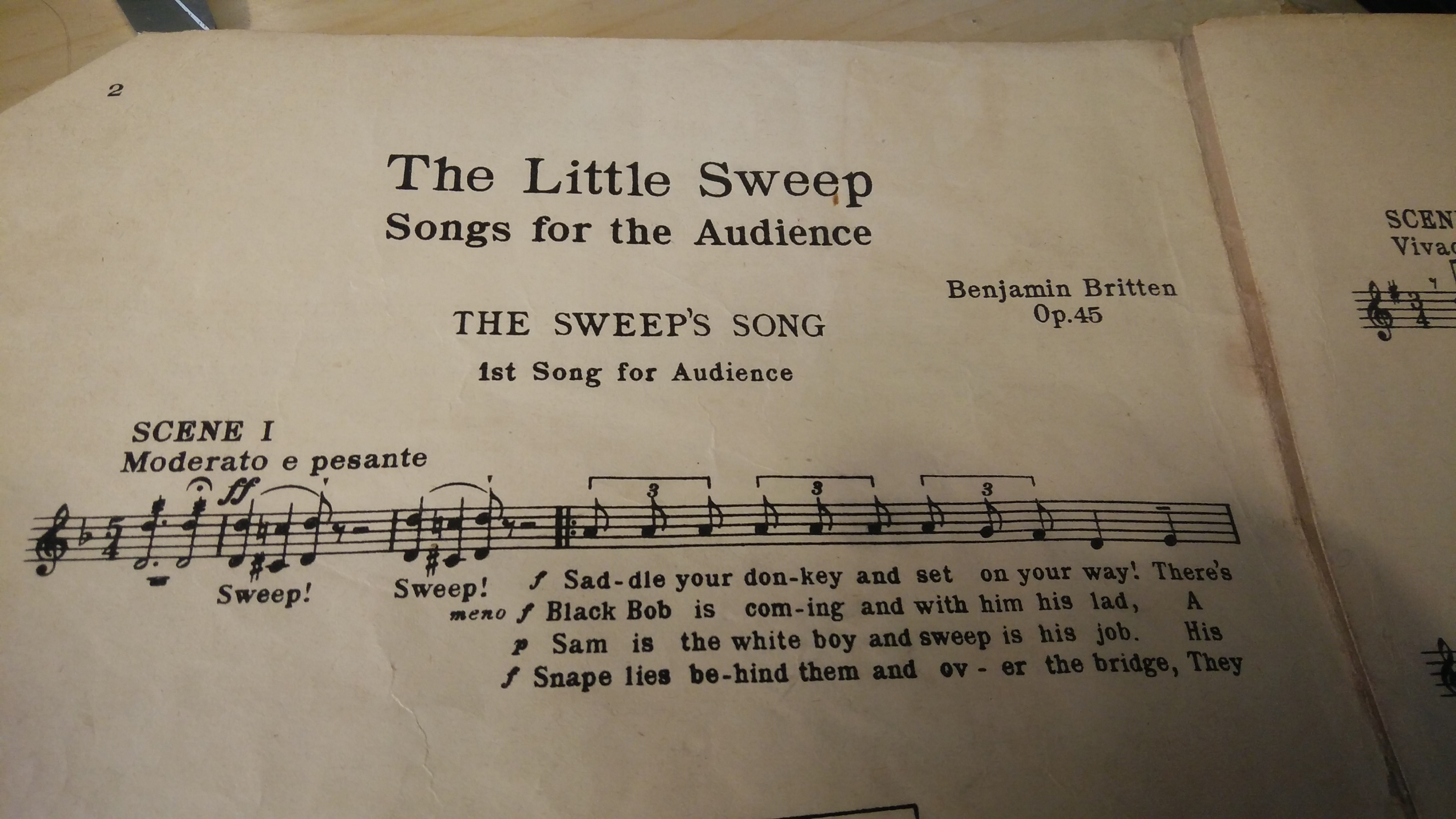
Partition

Le Petit Ramoneur (The Little Sweep) est un opéra pour enfants en trois scènes composé par Benjamin Britten sur un livret d'Eric Crozier, créé lors du deuxième festival d'Aldeburgh, le 14 juin 1949. Il conclut un plus long divertissement pour jeunes gens, intitulé Let's Make an Opera (« Faisons un opéra »), créé de façon à familiariser les enfants à l'opéra. Let's Make an Opera commence comme une pièce parlée.

## Distribution
| Rôle                                              | Voix      | Distribution lors de la création, 14 juin 1949 (chef : Norman Del Mar) |
| ------------------------------------------------- | --------- | ---------------------------------------------------------------------- |
| Juliet Brook (age 14)                             | soprano   | Anne Sharp                                                             |
| Sophie Brook (age 10)                             | soprano   | Monica Garrold                                                         |
| Tina Crome (age 8)                                | soprano   | Mavis Gardiner                                                         |
| Rowan, nursery-maid                               | soprano   | Elisabeth Parry                                                        |
| Sam, new sweep-boy (age 8)                        | treble    | Jacob Nash                                                             |
| Hughie Crome (age 8)                              | tremble   | Ralph Canham                                                           |
| Gay Brook (age 13)                                | treble    | Bruce Hines                                                            |
| Jonny Crome (age 15)                              | treble    | Peter Cousins                                                          |
| Miss Baggott, housekeeper                         | contralto | Gladys Parr                                                            |
| Clem, sweep-master's assistant / Alfred, gardener | ténor     | Max Worthley                                                           |
| Black Bob, sweep-master / Tom, coachman           | basse     | Norman Lumsden                                                         |

Le petit ramoneur  a été mis en scène par Giancarlo Ciarapica à l'Opéra de paris  en 1984
Le Petit Ramoneur a été repris à Paris aux Théâtre des Champs-Élysées en 2004, 2005 et 2009 sur une mise en scène de Bérénice Collet.
Distribution 2009: Philippe Hui (direction), Elisa Doughty (Rowan), Claire Geoffroy-Dechaume (Miss Baggott), Karim Bouzra (Clem, Alfred), Olivier Peyrebrune (Bobby, Tom), Lea Desandre (Juliette), Ondine Savignac (Sophie), Fares Babour (Sam), Valentin Fleury (Hughie), Amalia Lambel (Tina), Thimothée Catrou (Johnny), Jules Moreau (Gay).